# 河村要助
河村 要助（かわむら ようすけ、1944年4月28日 - 2019年6月4日）は、日本のグラフィックデザイナー、イラストレーター、音楽評論家。
東京都出身。

## 略歴
東京芸術大学美術学部ビジュアルデザイン専攻卒業。グラフィックデザイナーとして西武百貨店やパルコなどの広告を制作。1970年には、矢吹申彦、湯村輝彦と「100％スタジオ」を結成（1974年まで）。1974年、湯村輝彦、原田治、佐藤憲吉、大西重成と「ホームラン」というイラストレーター・チームを結成。ニュース・ペーパー『ホームラン』を創刊する。しかし数か月でこのチームは分解する。
1971年よりフリーランスのイラストレーターとなり、『話の特集』『MUSIC MAGAZINE』（旧『NEW MUSIC MAGAZINE』）などの表紙や挿絵を担当。また、1975年ニッカウヰスキーの広告「黒の50」のイラストを担当。
1989年、音楽専門誌『Bad News』の創刊者のひとりとなり、イラストレーション・デザインを担当。サルサを中心としたラテン音楽、ジャズなどに関する評論・エッセイも多数ある。
トロンボーンを吹くメレンゲ・バンド「アラスカ・バンド」でも活動。
日本グラフィック展年間作家最高賞、東京ADC賞、『年鑑日本のイラストレーション』作家賞などを受賞。
2019年6月4日9時30分、老衰のため、東京都練馬区の老人ホームで死去。75歳没。

## 著書
- エキソティカ  PARCO出版  1981(PARCO view ; 11)
- サルサ天国  話の特集 1983/3
- 河村要助vs.湯村輝彦  河村要助, 湯村輝彦 著 小学館  1984(にっぽんのえ. 現代トップアーティスト自選集 ; 1)
- サルサ番外地  筑摩書房  1987
- ジョイフル・トーキョー 架空社  1988
- ラテン音楽パラダイス  竹村淳, 河村要助 著 日本放送出版協会  1992
- 伝説のイラストレーター河村要助の真実 河村要助 著 藤田正 (監修) Pヴァイン  2012